# Acetato de estaño(IV)
El acetato de estaño(IV) es la sal de acetato de estaño(IV), con la fórmula química de Sn(CH3 COO)4.

## Preparación
El acetato de estaño(IV) puede someterse a reflujo con acetato de talio y yoduro de estaño(IV) en anhídrido acético. Una vez completada la reacción, se concentra la solución, se enfría para precipitar cristales y se lavan con éter anhidro, todo ello en un recipiente de vidrio. Finalmente, los cristales se secan al vacío.
4 CH3COOTl + SnI4 → Sn(CH3COO)4 + 4 TlI↓
La tetrafenilestaño se somete a reflujo a 120 °C en una mezcla de ácido acético y anhídrido acético, y se puede obtener acetato de estaño(IV) en cantidad suficiente. 
4 CH3COOH + (C6H5)4Sn → Sn(CH3COO)4 + 4C6H6
La reacción del nitrato de estaño(IV) con ácido acético y anhídrido acético también puede producir acetato de estaño(IV), pero la reacción con anhídrido trifluoroacético no produce su análogo, sino (NO₂)₂[Sn(CF₃COO)₆].
4 CH3COOH + Sn(NO3)4 → Sn(CH3COO)4 + 4 HNO3

## Propiedades
El acetato de estaño(IV) se descompone en agua para formar hidróxido de estaño y ácido acético: 
Sn(CH3COO)4 + 4 H2O → Sn(OH)4 + 4 CH3COOH
Reacciona con especies que contienen azufre, como los tioles, para generar los correspondientes compuestos de estaño que contienen azufre.